# Giselle Blondet
Alba Giselle Blondet (New York, 9 gennaio 1964) è un'attrice e conduttrice televisiva portoricana.

## Biografia
Giselle Blondet nacque come Alba Giselle Blondet a New York City da Manuel Blondet e Alba Gomez. La famiglia paterna ha origini francesi.
Ha conseguito notabilità come attrice nel 1978, all'età di circa 14 anni, quando è cominciata a comparire in diverse telenovelas del Porto Rico, per poi apparire in molte soap opera del Porto Rico della fine degli anni settanta e dei primi anni ottanta.
Blondet si è sposata nel 1982 a 18 anni con Luis Iglesias, un gioielliere di San Juan. Hanno avuto una figlia, Andrea, e hanno divorziato nel 1984. Nel 1986 sposò il celebre attore colombiano Luis Abreu, unione dalla quale non ebbero figli. Il suo secondo matrimonio finì già nell'anno successivo, nel 1987, quando i due divorziarono.
Blondet trascorse il resto degli anni 1980 partecipando a diverse trasmissioni televisive, soap opera, e mini-serie, così come in qualche spettacolo teatrale. Nel 1987, venne resa nota la sua storia d'amore con l'attore Raul Rosado.
Nel 1989 si sposò con il produttore Harold Trucco ed ebbero una figlia, Gabriela, e un figlio, Harold Emmanuel. Il rapporto fu problematico e i due divorziarono nel 1997. Da allora, Blondet vive da sola e ha asserito di voler dedicare il suo tempo libero ai figli.
Nel giugno 1997, la sua carriera è decollata a livello internazionale in quanto è diventata co-conduttrice per l'emittente Univision (USA) dello spettacolo ¡Despierta América! accanto a José Rafael, Fernando Arau, Ana Maria Canseco e Neida Sandoval. Ha ricoperto tale incarico sino alla metà del 2004.

## Filmografia parziale
- Potenza virtuale, di Antonio Margheriti (1997)
- Mujeres asesinas (2010)